# Каракоин
Каракои́н (Каракойы́н; каз. Қарақойын) — солёное озеро в Улытауском районе Улытауской области Казахстана, на окраине пустыни Бетпак-Дала (его южного участка Коянжал). Располагается неподалёку от реки Сарысу, однако является бессточным.
Водоём обладает лопастной формой береговой линии и площадью поверхности около 72,5 км². Длина озера — 16,8 км, ширина — 8,3 км. Во время дождей площадь поверхности увеличивается до 80-90 км². Площадь водосбора — 11 800 км². Во время весеннего таяния снегов в озеро впадает малая река Катагансай, летом пересыхающая.
Западный берег озера обрывистый, восточный — болотистый, весной затапливаемый. Дно ровное. В западной части водоёма есть небольшие острова.
Прибрежное пространство используется под пастбища. В заливах присутствуют лечебные грязи.